# Radstrategie Baden-Württemberg
Die Radstrategie Baden-Württemberg ist die Grundlage für die Radverkehrsförderung in Baden-Württemberg. Durch eine systematische Förderung des Radverkehrs will der Südwesten zu einem fahrradfreundlichen Bundesland werden. Als Hauptziel soll der Radverkehrsanteil bis 2020 gegenüber 2008 auf 16 % verdoppelt und bis 2030 auf 20 % gesteigert werden. Dazu wird ein forcierter Ausbau der Radinfrastruktur angestrebt, der in insgesamt 60 Einzelzielen und über 200 Maßnahmen festgeschrieben wurde.
Im Unterschied zum Nationalen Radverkehrsplan, bei dem die Wegstrecke als Basis dient, wird der Radverkehrsanteil in Baden-Württemberg generell anhand der Anzahl der Wege gemessen.
„Das Land hat sich eine bundesweit einzigartige Radstrategie gegeben“, urteilte die ADFC-Landesvorsitzende Gudrun Zühlke.

## Die Situation in Baden-Württemberg
In der bundesweiten Erhebung Mobilität in Deutschland von 2008 wurde für Baden-Württemberg ein Radverkehrsanteil von 7,7 % ermittelt, gemessen an der Zahl der Wege der Einwohner.
Das Land liegt bei der Fahrradnutzung damit nur im unteren Mittelfeld aller Bundesländer und sieht einen hohen Nachholbedarf.
Im Jahr 2017 lagen die durchschnittlichen Anzahl aller Wege bei 3,1 am Tag. Dabei betrug der Anteil der Wege mit dem Fahrrad 10 %. Dabei war der Wert in Regiopolen und Großstädten mit 18 % am größten und im kleinstädtischen, dörflichen Raum mit 6 % am kleinsten.
Im Unterschied zu den weltweiten Vorreiter-Ländern Niederlande und Dänemark ist die Landschaft in Baden-Württemberg überwiegend hügelig oder bergig. Als einen wesentlichen Ansatzpunkt setzt das Land Baden-Württemberg deshalb verstärkt auf die Nutzung von Pedelecs.
Als Land der Tüftler und Erfinder und als starker Wirtschaftsstandort will sich Baden-Württemberg neben den ökologischen, verkehrspolitischen, gesundheitspolitischen, demografischen, gesellschaftlichen und den städtebaulichen Zielen der Radstrategie auch ein Standbein in einem wachsenden Wirtschafts-Segment sichern.

## Handlungsfelder

### Infrastruktur
Entscheidend für die Radverkehrsförderung ist eine durchgängige Befahrbarkeit der Radverkehrsnetze. Bis 2020 soll deshalb in Baden-Württemberg ein landesweites, flächendeckendes Netze mit definierten Qualitätsstandards existieren. Bis zum Jahr 2025 soll dann ein Netz entstehen, das qualitativ zu 75 % auf Zielnetz-Niveau ausgebaut ist.
Das Radnetz soll landesweit alle Ober- und Mittelzentren über Hauptrouten für den Alltagsradverkehr verbinden. Es enthält die 19 offiziellen Landesradfernwege und soll zeitnah als Startnetz befahrbar gemacht werden. Im Vordergrund steht dabei die Verkehrssicherheit, nicht der Fahrkomfort. Daneben sollen bis 2025 zehn Radschnellverbindungen ausgewiesen werden.
Das Land hat einheitliche Qualitätsstandards und Musterlösungen für das Zielnetz definiert.
Diese Standards sind aus den Empfehlungen für Radverkehrsanlagen (ERA) abgeleitet. In der Anfangszeit kann es dabei auf land-, forst- und wasserwirtschaftlichen Wirtschaftswegen Ausnahmen geben. Umgekehrt soll bei der Neuanlage von Radwegen der schneller werdende Radverkehr, verursacht durch die verstärkte Nutzung von Pedelecs, und der größere Breitenbedarf durch mehr Lastenräder und Räder mit Anhängern berücksichtigt werden. Deshalb sollen in begründeten Fällen auch Radwege realisiert werden, die über dem ERA-Standard liegen.
Um den Kommunen entsprechenden Handlungsbedarf zu signalisieren, sollen detaillierte Daten zum Zustand des Radnetzes inklusive einer Kostenschätzung zur Mängelbeseitigung zur Verfügung gestellt werden. Das Land unterstützt die Kommunen bei der Fahrrad-Förderung gemeinsam mit der Arbeitsgemeinschaft Fahrradfreundlicher Kommunen in Baden-Württemberg (AGFK-BW) durch Fortbildungen, Leitfäden und Handbücher.
Seit 2012 fördert das Land Baden-Württemberg mit seinem Programm „Kommunale Rad- und Fußverkehrsinfrastruktur“ alle ‚Führungsformen‘ des Radverkehrs mit einer Förderquote von 50 %. Das Programm ist derzeit mit jährlich 15 Mio. Euro finanziert.
Unter Radweg-‚Führungen‘ werden u. a. verstanden:
- Schutzstreifen
- Radfahrstreifen
- Baulich angelegte Radwege (z. B. neben Gehwegen, getrennt von der Fahrbahn angelegte Radwege)
- Gemeinsame Führung mit dem Fußverkehr (d. h. gemeinsame Wege für Radfahrer und Fußgänger)
- Zweirichtungs-Radwege

### Verknüpfungen
Da das Fehlen geeigneter, d. h. gesicherter, Abstellmöglichkeiten als ein Hindernis für die weitere Marktdurchdringung von Pedelecs angesehen wird, wurde als Ziel bis 2025 definiert, dass für 10 % der Einwohner jeder Kommune öffentlich zugängliche Fahrradstellplätze zur Verfügung gestellt werden sollen, die Hälfte davon überdacht.
Während bundesweit der Anteil der Wege, bei denen öffentlicher Verkehr und Fahrrad kombiniert wurden von 3 % im Jahr 2002 auf 5 % im Jahr 2008 gestiegen ist, lag der Südwesten im Jahr 2008 noch bei 3 %. Baden-Württemberg liegt damit in diesem Bereich deutlich hinter anderen Flächenländern. In Sachsen-Anhalt nutzen beispielsweise 10 – 25 % der Fahrgäste die Bahn in Kombination mit dem Fahrrad.
In den Niederlanden sind es 40 % der Fahrgäste, die ihr Fahrrad auf dem Weg zur Bahn verwenden und 10 % die das Rad für den Weg vom Zielbahnhof zum Fahrziel nutzen.
Ziel in Baden-Württemberg ist die Verdoppelung der Anzahl der Bike&Ride-Nutzenden bis 2025 und es sollen 3 % zusätzliche Kunden für den öffentlichen Verkehr bis 2025 durch Bike&Ride gewonnen werde.
Im Südwesten gibt es bereits Fahrradstationen an den Bahnhöfen in Freiburg und Mannheim sowie das vollautomatische Fahrradparkhaus Radhaus am Hauptbahnhof Offenburg. Ausbauziel ist hier, das bis 2025 mindestens 35 Mobilitätsstationen bestehen sollen.
Größere Fahrradverleihsysteme gibt es bisher in sechs Städten in Baden-Württemberg. Für jeweils 1.000 Einwohner sollen bis 2025 zwei Leihräder angeboten werden.
Bestehende Fahrradverleihsysteme:
- Rhein-Neckar Verkehrsverbund (Heidelberg, Mannheim, Ludwigshafen) – mit 0,7 Leihrädern pro 1000 Einwohner
- Stuttgart – mit 0,9 Leihrädern pro 1000 Einwohner
- Karlsruhe (stationsungebunden) – mit 1,2 Leihrädern pro 1000 Einwohner
- Offenburg – mit 1,5 Leihrädern pro 1000 Einwohner
- Tübingen – mit 0,6 Leihrädern pro 1000 Einwohner
- Freiburg – mit 3,4 Leihrädern pro 1000 Einwohner

### Sicherheit
Das Verkehrssicherheitskonzept des Landes aus dem Jahr 2012 orientiert sich am Leitbild Vision Zero.
Ein eindeutig positiver Trend, wie er beim Kfz-Verkehr erreicht wurde, konnte bisher für den Radverkehr nicht erzielt werden. Aufgrund der Zunahme des Radverkehrs hat sich zwar das relative Unfallrisiko verringert, die absoluten Zahlen steigen jedoch.
2.000 Verunglückte mit schweren Personenschäden pro Jahr zeigen den Handlungsbedarf zur Erhöhung der Verkehrssicherheit des Radverkehrs deutlich an.
Die volkswirtschaftlichen Schäden durch Verkehrsunfälle mit Beteiligung des Radverkehrs in Baden-Württemberg belaufen sich jährlich auf über 300 Mio. Euro. In einer Erhöhung der Verkehrssicherheit im Radverkehr liegt damit ein erhebliches Potenzial zur Verringerung der volkswirtschaftlichen Belastungen. Dieses übersteigt die jährlichen Infrastruktur-Kosten für den Radverkehr um ein Mehrfaches. Umgekehrt übersteigen die gesundheitlichen Wirkungen des Radfahrens die Gesundheitsrisiken durch Unfälle ebenfalls um ein Vielfaches.
Als Ziel bis zum Jahr 2020 soll die Anzahl der Verunglückten und Getöteten gegenüber dem Jahr 2010 um 40 % reduziert werden. Insgesamt soll eine Fahrkultur des Miteinanders und der gegenseitigen Vorsicht und Rücksicht vor allem gegenüber den Fußgängern etabliert werden.

### Soziale Dimension
Das Fahrrad sichert die eigenständige Mobilität vieler Menschen und vergrößert deren Aktionsradius. Es leistet daher einen wichtigen Beitrag zur Teilhabe am gesellschaftlichen, kulturellen und wirtschaftlichen Leben und für die Erfüllung sozialer Aufgaben.
Bis zum Jahr 2020 sollen 50 % der Kommunen Maßnahmen ergreifen zur Verbesserung der Rahmenbedingungen zur gesellschaftlichen Teilhabe durch Radverkehr.
Nach Berechnungen der Weltgesundheitsorganisation (WHO) reduziert jeder zusätzliche Radkilometer die Gesundheitskosten um 12,5 Cent. Beschäftigte, die mit dem Rad zur Arbeit fahren, würden nachweislich weniger Krankheitstage verursachen.

### Kommunikation und Verhalten
Baden-Württemberg investiert seit dem Jahr 2012 als erstes Flächenland systematisch in eine professionelle Öffentlichkeitsarbeit zum Radverkehr. Die Kommunikationsinitiative Radkultur wurde durch das Wuppertal Institut für Klima, Umwelt, Energie in den Modellkommunen Heidelberg und Filderstadt sowie auf Landesebene evaluiert.
Demnach ist die Zufriedenheit mit der kommunalen Radverkehrspolitik seit Beginn der Initiative gestiegen. Sie ist in Heidelberg zu 80 % und in Filderstadt zu mehr als 90 % mit gut oder sehr gut bewertet worden.
Als erstes Bundesland hat Baden-Württemberg im Verkehrsministerium eine Arbeitseinheit für Mobilitätsmanagement geschaffen, die das Thema innerhalb der Verwaltung und gegenüber den Unternehmen vorantreibt. Unter Mobilitätsmanagement werden weiche Maßnahmen verstanden, die Anreize setzen, das Mobilitätsverhalten zu verändern, wie zum Beispiel Jobtickets und Parkraumbewirtschaftung.

### Radtourismus und Sport
Baden-Württemberg will das attraktivste Radreiseland in Deutschland werden.
Derzeit erwirtschaftet Baden-Württemberg einen Umsatz-Anteil von 12 % der Touristik-Branche, in Brandenburg sind es 25 %. Die Basis des radtouristischen Angebotes wird von den 19 überregionalen Landesradfernwege gebildet, von denen bislang 10 als ADFC-Qualitätsradrouten klassifiziert sind. Seit dem Jahr 1997 wurden 750 fahrradfreundliche Gastbetriebe mit dem ADFC-Qualitätssiegel Bett&Bike ausgezeichnet. Zur Profilierung des Landes als Mountainbike-Destination sollen weitere Bike-Parks eingerichtet werden. Als gemeinsames Projekt der Landkreise in der Region Stuttgart soll die 400 Kilometer lange Route E-Bike-Region Stuttgart ausgewiesen werden.

### Elektromobilität, Forschung und Innovation, Markt und Technik
Baden-Württemberg will Pionierregion für die Entwicklung und den Einsatz von Elektromobilität und Pedelecs innerhalb der EU werden. Deshalb soll die E-Mobilität strategisch gefördert werden und neue Einsatzbereiche zügig erschlossen werden.
Lokalen Organisationen, Kommunen und Wohnungsbaugesellschaften werden Lastenpedelecs zur Verfügung gestellt, wenn sie Konzepte nachweisen, mit denen diese Lastenräder breiten Nutzerschichten zugänglich gemacht werden können.
Baden-Württemberg will sich als internationales Fahrrad-Innovationszentrum profilieren und durch den Ausbau der technologischen Stellung seine Wirtschaftsposition stärken. Dazu soll im Hochschulbereich eine Stiftungsprofessur zum Fahrrad und zum Radverkehr eingerichtet und eine Leitmesse für Pedelecs und E-Bikes etabliert werden.

### Strukturen und Rahmenbedingungen
Seit 2012 gibt es im Verkehrsministerium ein Referat Rad- und Fußverkehr, Kommunale Verkehrskonzepte, das die Radverkehrsförderung koordiniert.
Die Radstrategie wird außerdem durch den Bereich Umweltverbund bei der Nahverkehrsgesellschaft Baden-Württemberg (NVBW) unterstützt.
Auf Ebene der Kreise sollen Rad-Koordinatoren maßgeblich an der Umsetzung der Strategie mitwirken.
Die Arbeitsgemeinschaft Fahrradfreundlicher Kommunen in Baden-Württemberg (AGFK-BW) wurde im Jahr 2010 gegründet. Sie umfasste Anfang 2016 über 50 Städte, Gemeinden und Landkreise und repräsentierte damit mehr als 50 % der Bevölkerung Baden-Württembergs.
Bislang gibt es acht fahrradfreundliche Städte in Baden-Württemberg:
- Freiburg
- Heidelberg
- Karlsruhe
- Kirchheim unter Teck
- Offenburg
- Tübingen
- Lörrach
- Mannheim

und mit Göppingen einen fahrradfreundlichen Landkreis.
Bis 2025 sollen alle Stadt- und Landkreise Mitglieder der AGFK-BW sein und bis 2025 sollen 50 % aller Stadt- und Landkreise die Kriterien für die Landesauszeichnung fahrradfreundliche Kommune erfüllen.

## Finanzierungsrahmen
Im Bauprogramm des Jahres 2016 sind entlang von Bundesstraßen 16 Vorhaben mit einer Gesamtlänge von 13 Kilometern, inklusive drei Brückenbauwerken, mit einem Investitionsvolumen von sieben Millionen Euro enthalten. Ab 2017 sind 88 weitere Vorhaben geplant.
Im Jahr 2016 sollen für Radwege an Landesstraßen 34 Vorhaben mit einem Investitionsvolumen von rund 24 Millionen Euro und einer Gesamtlänge von 60 Kilometern neu begonnen werden.
Insgesamt sieht Baden-Württemberg den durch den Nationalen Radverkehrsplan gesetzten Rahmen von ca. 15 Euro pro Einwohner und Jahr für die Radverkehrsförderung als realistisch an. Bei 10,5 Mio. Einwohnern entspricht dies einem jährlichen Finanzbedarf von ca. 160 Mio. Euro.